# 朱貝克州
朱貝克州（英語：Jubek）是南蘇丹曾经的一个州，位在該國南部。人口492,970人（2014年），首府朱巴，下轄7郡。

## 行政區劃
下轄7郡：
- Nyarkenyi
- Mangala
- Rajaf
- Wundoruba
- Lobonok
- Rokon
- Oponi